# Druschba (Adygeja)
Druschba (russisch Дружба) ist ein Dorf (possjolok) in Südrussland. Es gehört zur Republik Adygeja und hat 727 Einwohner (Stand 2019). Im Ort gibt es 9 Straßen.
Das Dorf liegt 12 Straßenkilometer nordwestlich des Verwaltungszentrums des Rajons, 12 km nordwestlich von Koschechabl (dem Verwaltungszentrum des Bezirks) auf der Straße. Tschechrak ist der nächstgelegene ländliche Ort.